# Leysin
Leysin je obec na jihozápadě Švýcarska, v okrese Aigle v kantonu Vaud. Žije zde přibližně 4 000 obyvatel.

## Geografie

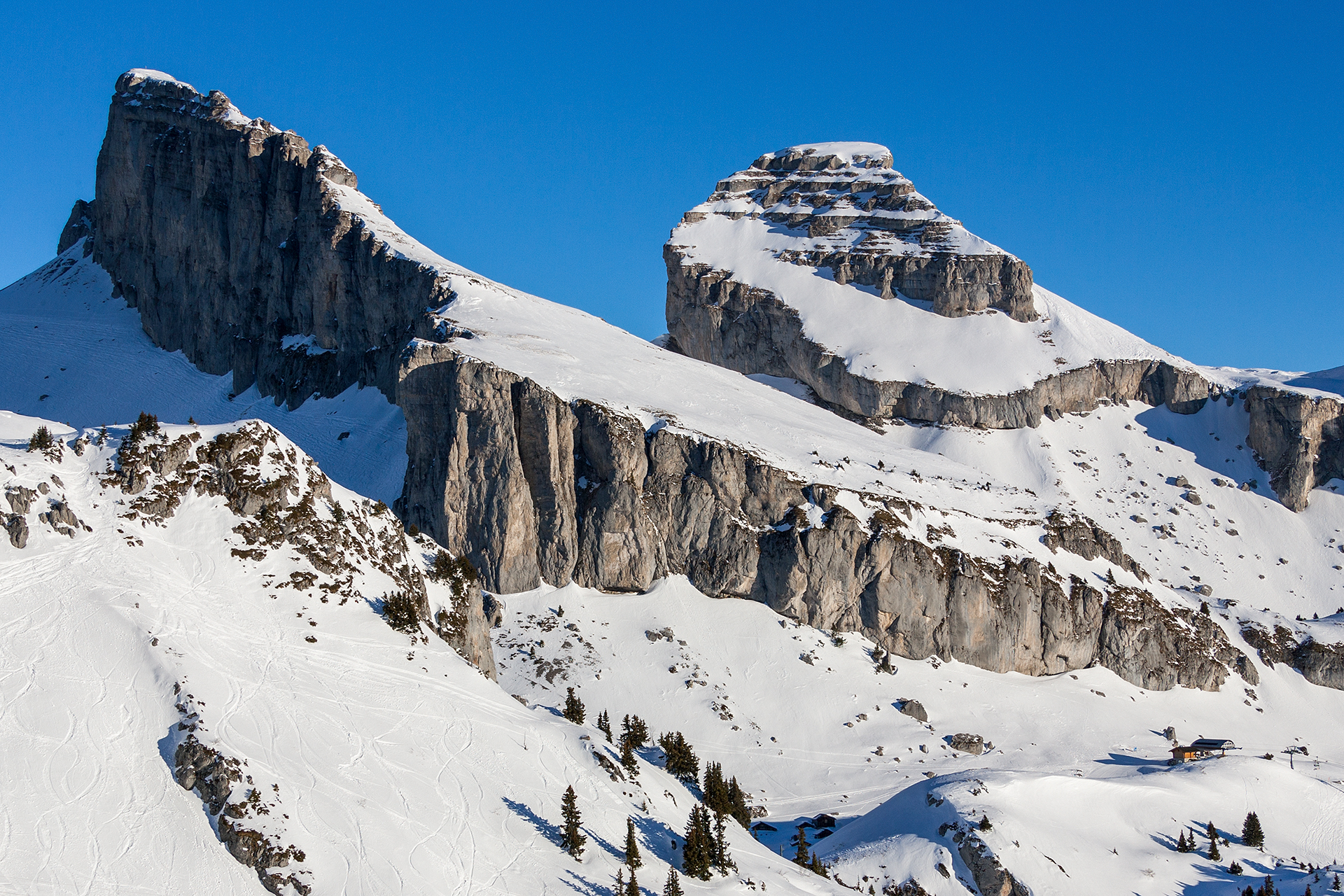
Vrcholy Tour d’Aï a Tour de Mayen

Leysin leží v nadmořské výšce 1253 m, vzdušnou čarou 4 km severovýchodně od okresního města Aigle. Obec se rozkládá na široké terase na jižním svahu Tour d’Aï, vysoko nad údolím řeky Grande Eau, v panoramatické poloze východně od údolí Rhôny.
Území obce o rozloze 18,5 km² pokrývá část Vaudských Alp. V jižní části oblasti se nachází Leysinská terasa (asi 1250 m n. m.), kterou lemuje řada lesnatých kopců souběžných s údolím Grande Eau. Terasa, přerušená údolím Ruisseau de Ponty, pokračuje na jihozápad v kotlině Veyges. Na jihu zasahuje území obce do údolí Grande Eau, které odvodňuje oblast do Rhôny.
Na západě probíhá hranice po hřebeni La Riondaz a Berneuse (2045 m n. m.). Na severu se území obce rozprostírá přes alpské pastviny až k nápadným vápencovým vrcholům Tour d’Aï (nejvyšší bod Leysinu ve výšce 2331 m n. m.), Tour de Mayen (2326 m n. m.) a Tour de Famelon (2138 m n. m.). V prohlubních na jižních svazích těchto hor se nacházejí horská jezera Lac d’Aï, Lac de Mayen a Lac Segray. V roce 1997 bylo 7 % rozlohy obce pokryto zastavěnou plochou, 37 % lesy a lesními porosty, 33 % zemědělskými plochami a necelých 23 % neproduktivní půdou.
Leysin zahrnuje osadu Feydey (1398 m n. m.) nad obcí, osadu Les Esserts (1340 m n. m.) severovýchodně od Leysinu, osady En Crettaz (1225 m n. m.) na terase severně od Flot de Crête a Veyges (1113 m n. m.) v prohlubni mezi úbočím a Efflot de Veyges, alpské osady Aï (1892 m n. m.) na Lac d’Aï a Mayen (1842 m n. m.) na Lac de Mayen a také několik samostatných farem. Sousedními obcemi Leysinu jsou Aigle, Yvorne, Corbeyrier a Ormont-Dessous.

## Historie

Letecký pohled (1919)

První zmínka o obci pochází z roku 1232 a jmenuje se Leissins. Název místa je odvozen od latinského osobního jména Latius nebo Lesius s místopisnou příponou -ānum.
Staré centrum obce Leysin se nachází na terase za zalesněným vrcholem kopce a z údolí Rhôny není vidět. Protože někdejší obyvatelé žili ve velké izolaci, nebyli postiženi žádnými loupeživými nájezdy do údolí Rhôny. Od středověku patřil Leysin k savojskému vévodství a byl církevně i administrativně závislý na Aigle.
Po dobytí panství Aigle Bernem v roce 1476 v rámci burgundských válek přešel Leysin pod správu panství Aigle. V roce 1528 byla v obci zavedena reformace. Teprve v roce 1702 se Leysin stal samostatnou politickou obcí. Po pádu Staré konfederace patřila obec v letech 1798–1803 v období helvétského soustátí ke kantonu Léman, který byl poté po vstupu v platnost mediační ústavy sloučen s kantonem Vaud. V roce 1798 byla obec přiřazena k okresu Aigle.
Leysin se poprvé dostal do povědomí v roce 1789 díky knize Essay upon the principles of population, v níž Thomas Robert Malthus popsal relativně dlouhou délku života obyvatel vesnice (61 let) ve srovnání s jinými evropskými obcemi. Tuto skutečnost přičítal zdravému klimatu a odlehlosti (obyvatelé byli do značné míry ušetřeni infekčních nemocí obyvatel údolí). Tato kniha se stala základem pověsti Leysinu na počátku 19. století, zpočátku jako zotavovny pro okolní region, od roku 1870 i v mezinárodním měřítku.

## Obyvatelstvo
| Vývoj počtu obyvatel | Vývoj počtu obyvatel | Vývoj počtu obyvatel | Vývoj počtu obyvatel | Vývoj počtu obyvatel | Vývoj počtu obyvatel | Vývoj počtu obyvatel | Vývoj počtu obyvatel | Vývoj počtu obyvatel | Vývoj počtu obyvatel | Vývoj počtu obyvatel | Vývoj počtu obyvatel | Vývoj počtu obyvatel | Vývoj počtu obyvatel | Vývoj počtu obyvatel | Vývoj počtu obyvatel | Vývoj počtu obyvatel |
| -------------------- | -------------------- | -------------------- | -------------------- | -------------------- | -------------------- | -------------------- | -------------------- | -------------------- | -------------------- | -------------------- | -------------------- | -------------------- | -------------------- | -------------------- | -------------------- | -------------------- |
| Rok                  | 1850                 | 1860                 | 1870                 | 1880                 | 1888                 | 1900                 | 1910                 | 1920                 | 1930                 | 1941                 | 1950                 | 1960                 | 1970                 | 1980                 | 1990                 | 2000                 |
| Počet obyvatel       | 415                  | 433                  | 411                  | 398                  | 397                  | 1065                 | 2243                 | 3186                 | 4135                 | 3240                 | 4242                 | 2241                 | 2752                 | 2057                 | 2842                 | 2998                 |

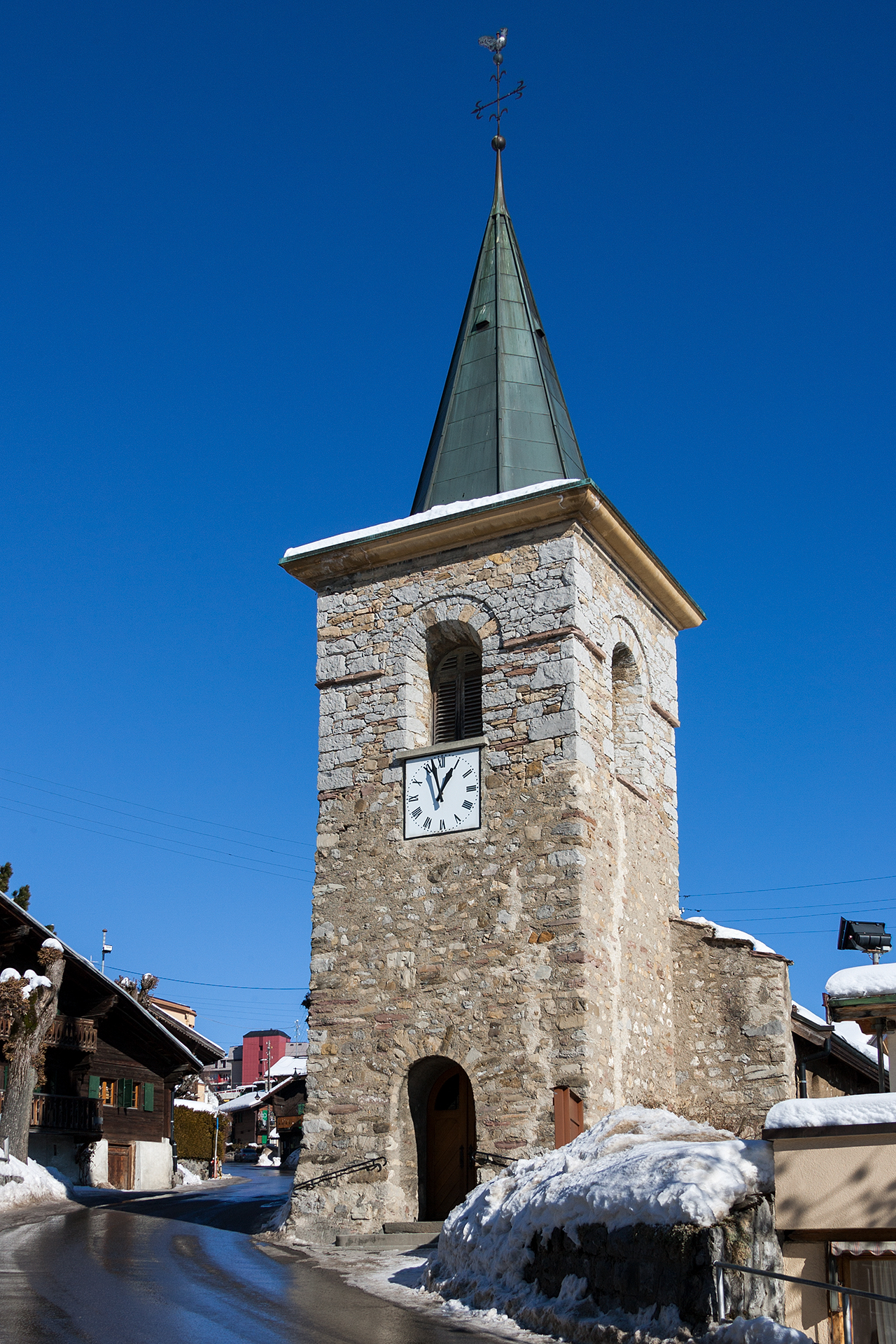
Kostel

Z celkového počtu obyvatel je 56,1 % francouzsky mluvících, 11,9 % anglicky mluvících a 3,5 % německy mluvících (stav v roce 2000). V roce 1900 žilo v Leysinu celkem 1065 obyvatel. V průběhu 20. století počet obyvatel neustále rostl, i když se značnými výkyvy. Po přechodném prudkém poklesu v 70. letech 20. století počet obyvatel od té doby opět roste. Leysin je švýcarskou obcí s nejvyšším podílem cizinců (61,7 %, stav v roce 2011).

## Hospodářství
Až do konce 19. století byl Leysin vesnicí, která se vyznačovala především zemědělstvím. Poté se díky lepšímu dopravnímu spojení (silnice a železnice) rychle rozvinula v lázeňské a klimatické středisko, zejména pro léčbu pacientů s tuberkulózou.
V současné době hraje mlékárenství a chov dobytka ve struktuře zaměstnanosti obyvatelstva jen menší roli. Většina pracovních míst je v malých místních podnicích a zejména v sektoru služeb. Průmysl je zcela zaměřen na potřeby cestovního ruchu. Do roku 2009 v Leysinu sídlila Americká vysoká škola ve Švýcarsku (ACS - součást Schiller International University) a renomované školy Leysin American School (LAS) a Kumon Leysin Academy of Switzerland (KLAS). Nachází se zde také škola hotelového managementu a několik jazykových škol. Od roku 1956 ve městě působí pobočka klubu Club Méditerranée.

### Turismus

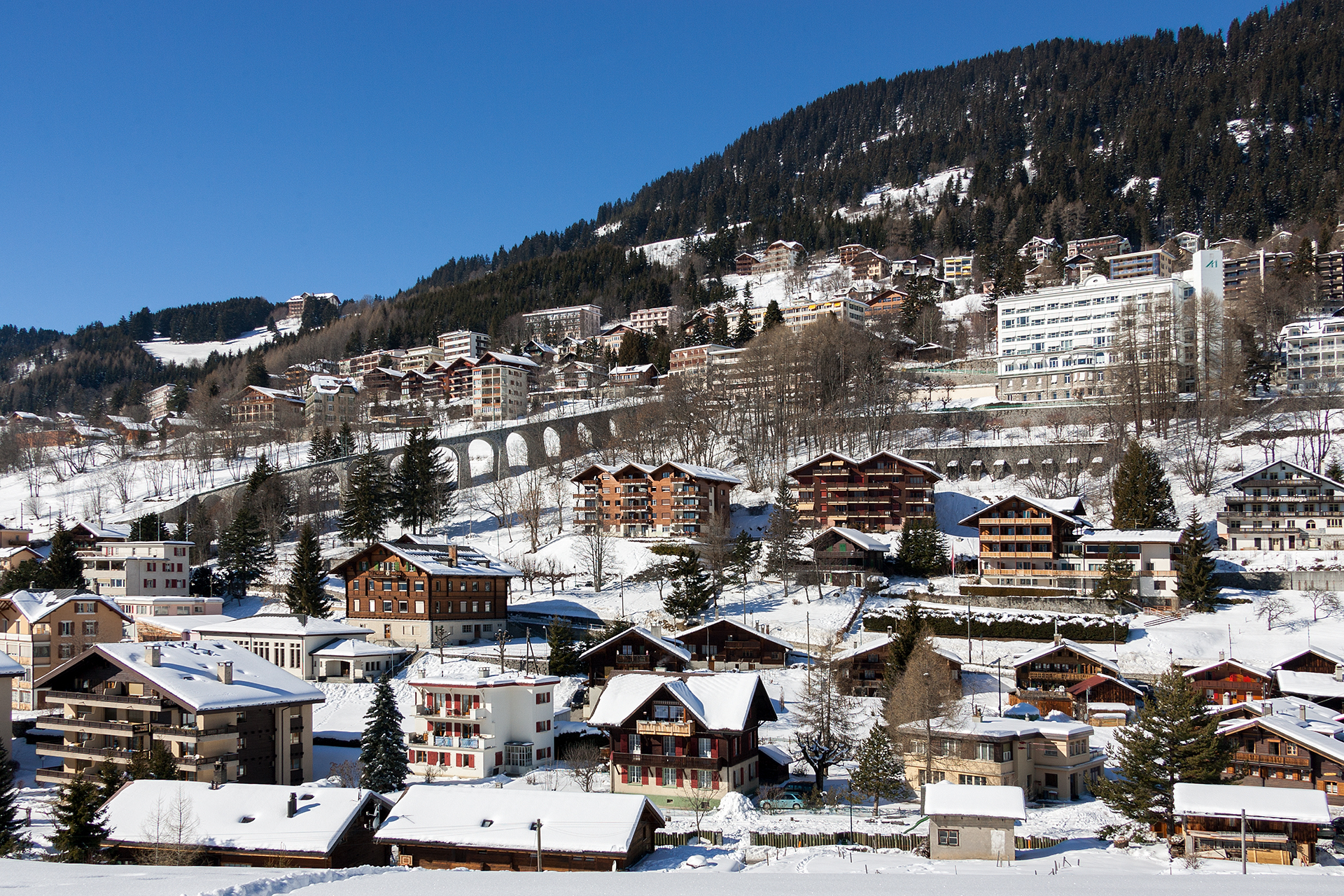
Leysin v zimě

Přibližně od roku 1870 se z Leysinu stalo významné stejnojmenné klimatické lázeňské středisko, rozvíjel se zde cestovní ruch a bylo postaveno mnoho nových hotelů. Kolem roku 1900 získal Leysin mezinárodní věhlas jako léčebné centrum pro pacienty s tuberkulózou. Pacienti zde podstupovali sluneční terapii, pro kterou byl Leysin obzvláště vhodný díky svému jižnímu svahu, chráněnému před studenými severními větry a většinou nad oparem a hustou mlhou v údolí Rhôny. V důsledku toho byla vybudována četná sanatoria (v období konjunktury jich bylo celkem asi 80). Současně se Leysin rozvíjel také jako středisko zimních sportů.
Po objevení antibiotik k léčbě plicních chorob zaznamenaly horské lázně po druhé světové válce hospodářský útlum. Většina sanatorií byla uzavřena nebo přeměněna na hotely a rekreační byty. Hospodářský pokles byl od 50. let 20. století kompenzován oživením cestovního ruchu.
Dnes je Leysin moderním turistickým a sportovním centrem, zaměřeným na zimní i letní turistiku. Svahy a alpské oblasti Aï a Mayen jsou obsluhovány několika horskými železnicemi a lyžařskými vleky. Na vrcholu Berneuse se nachází moderní panoramatická otáčivá restaurace Kuklos. Oblast kolem Tour d’Aï, Tour de Mayen a Tour de Famelon se třemi horskými jezery je oblíbeným cílem pěší turistiky.

## Doprava

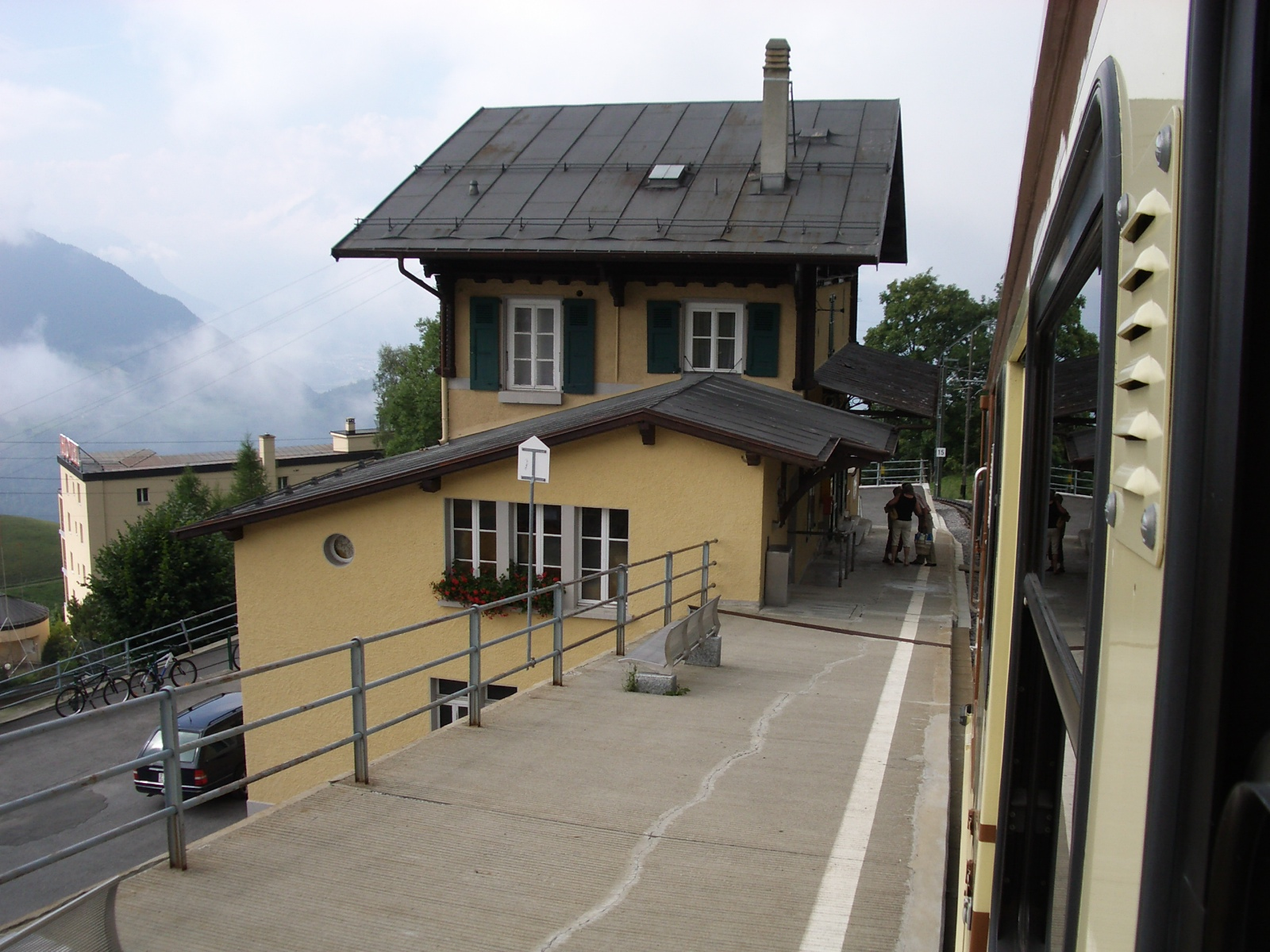
Železniční stanice Leysin-Village, nacházející se v prudkém spádu

Obec se nachází mimo hlavní dopravní tahy. Je přístupná po odbočce z Le Sépey na hlavní silnici 11 Aigle – Col des Mosses. Dne 6. listopadu 1900 byla slavnostně otevřena ozubnicová železnice Aigle–Leysin (AL), kterou dnes provozuje společnost Transports Publics du Chablais (TPC) a která má v Leysinu tři zastávky. Autobusová linka, která vede z Le Sépey do Leysinu, zajišťuje obsluhu především menších osad v okolí.

## Osobnosti
- Anna Bayerová (1852–1924), česká lékařka, pracovala v místním sanatoriu
- Růžena Zátková, (1885–1923), česká malířka a sochařka, v Leysinu se léčila a zemřela
- Hector Hodler (1887–1920), švýcarský esperantista, v Leysinu se léčil a zemřel
- Věra Komárková (1942–2005), česko-americká horolezkyně, v Leysinu dlouhodobě žila a zemřela